# Schaffhausen (stad)
Schaffhausen (Alemannisch: Schafuuse, Schaffuuse of Schafhuuse; Frans: Schaffhouse; Italiaans: Sciaffusa; Reto-Romaans: Schaffusa; Latijn: Scafusa) is een stad in Zwitserland, aan de Rijn. Het is de hoofdstad van het kanton Schaffhausen en telt volgens de gemeentelijke website 35.248 inwoners (2011). De stad is bekend van de grootste waterval van Europa: de Rheinfall die enkele kilometers stroomafwaarts is gelegen.
De stad heeft een goed bewaarde binnenstad met de Munot-burcht.
Op 1 april 1944 werd Schaffhausen per ongeluk gebombardeerd door de United States Air Force vanwege een navigatiefout.

## Museum
In de Hallen für neue Kunst is werk uit de jaren 60 en 70 te bezichtigen van internationaal bekende kunstenaars als Joseph Beuys, Sol LeWitt, Bruce Nauman, Carl Andre en Mario Merz.

## Sport
Schaffhausen was op 18 juni 2017 de finishplaats van de 81ste editie van de Ronde van Zwitserland. De negende en laatste etappe van deze jaarlijkse wielerkoers, een individuele tijdrit over 28,6 kilometer in en rondom Schaffhausen, werd gewonnen door de Australiër Rohan Dennis. De eindoverwinning ging naar de Sloveen Simon Špilak.
FC Schaffhausen is de professionele voetbalclub van Schaffhausen en speelt haar wedstrijden in het LIPO Park (capaciteit: 8000).

## Partnersteden
- Sindelfingen (Duitsland), sinds 1952

## Bekende inwoners van Schaffhausen

### Geboren
- Johann Geiler von Kaisersberg (1445-1510), volksprediker
- Jacob Maurer (1737-1780), Zwitsers-Nederlands schilder
- Lilo Kobi (1930-2022), zwemster, olympisch deelneemster
- Irène Schweizer (1941-2024), jazzpianiste en drumster
- Hannes Germann (1956), politicus
- Thomas Minder (1960), ondernemer en politicus
- Stephan Lehmann (1963), voetballer
- Roberto Di Matteo (1970), Italiaans voetballer en -coach
- Balz Weber (1981), mountainbiker

### Overleden
- Ruth Blum (1913-1975), onderwijzeres en schrijfster
- Kurt Bächtold (1918-2009), historicus, journalist en politicus

## Afbeeldingen

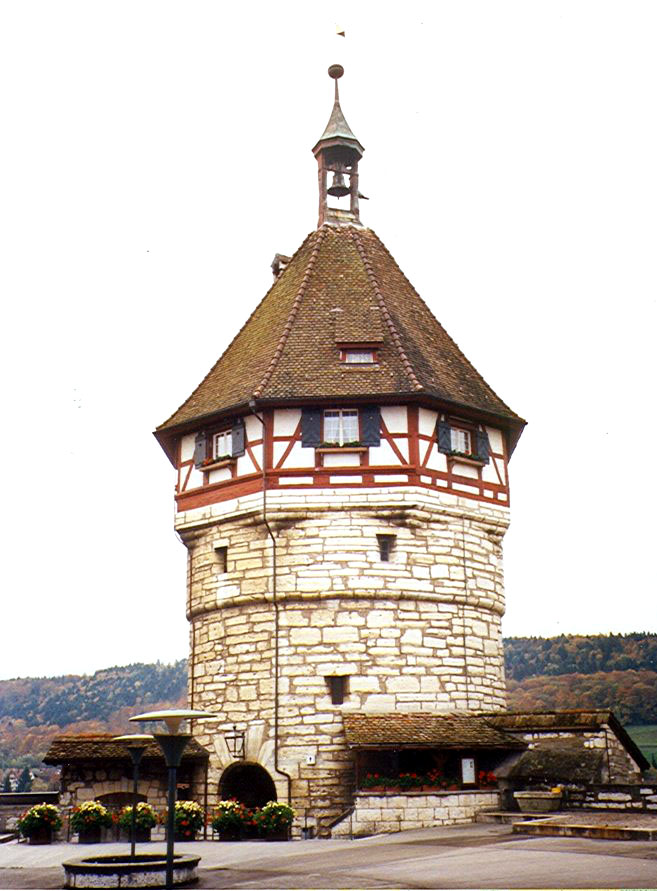
Munot-toren
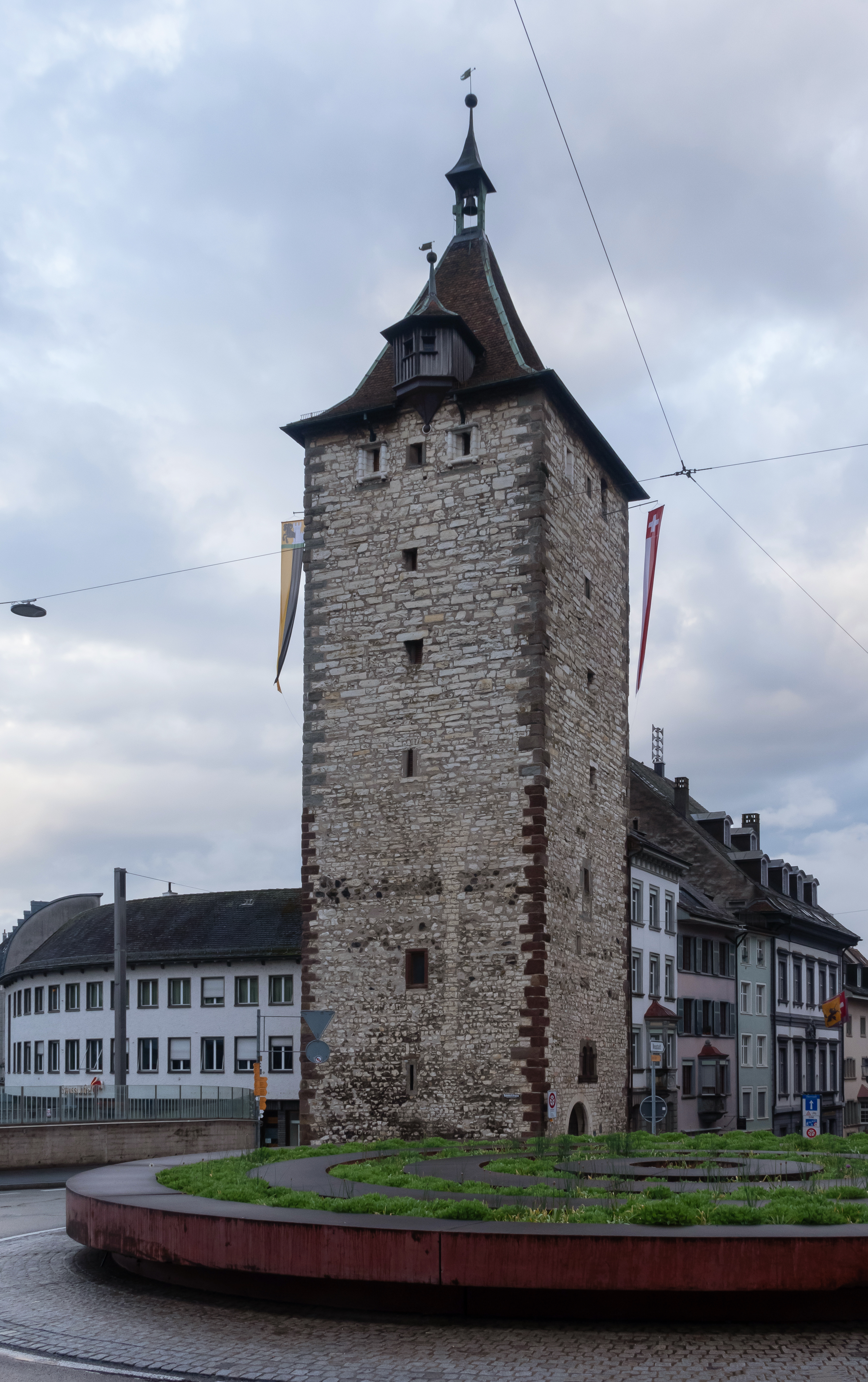
Obertorturm
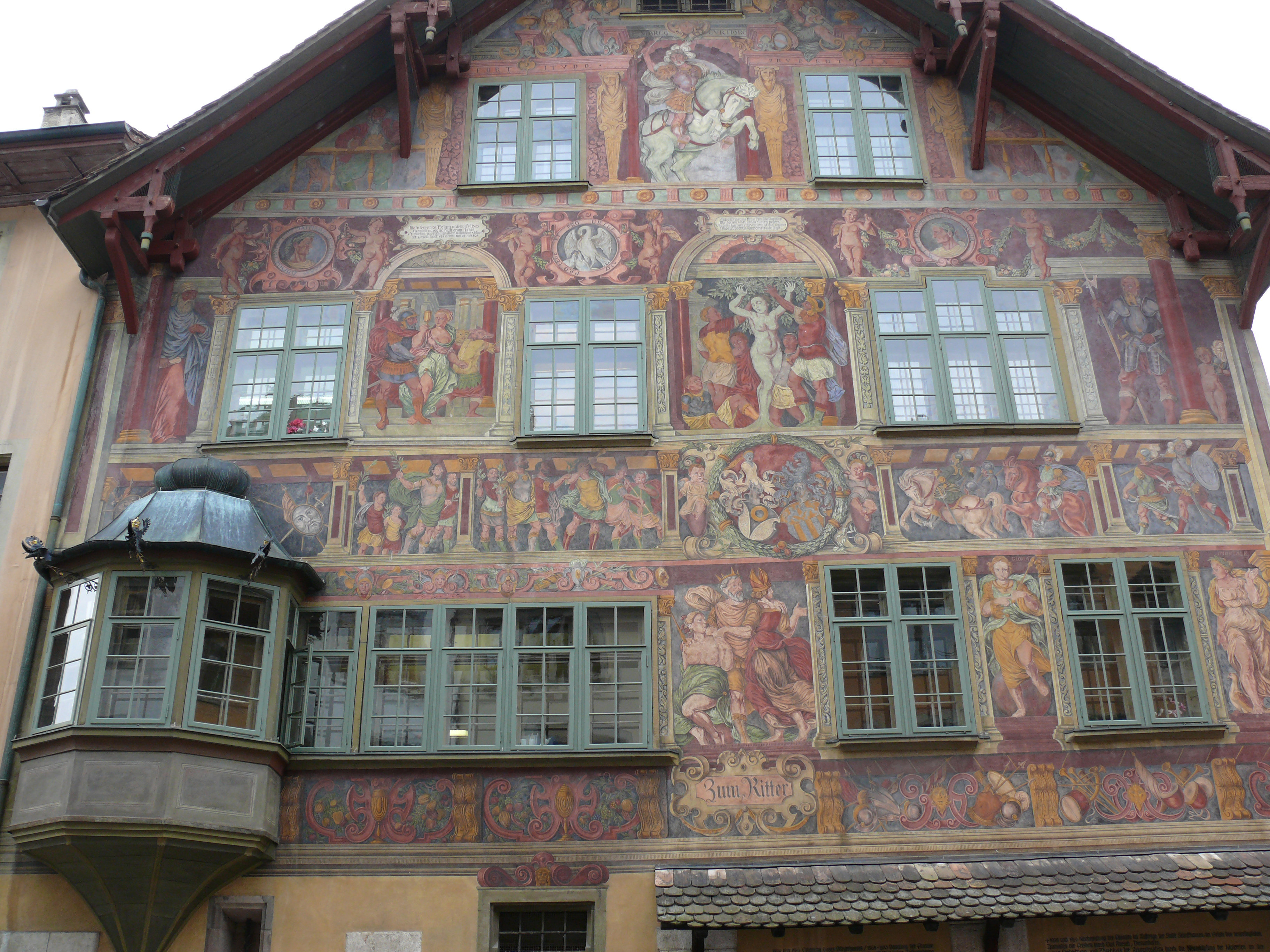
Haus zum Ritter